# 张仲三 (上校)
张仲三（1920年6月—1987年1月），原名尚晓山，山东张店人，中国军人。

## 生平
1920年6月，尚晓山出生于山东省岱北道长山县房镇区院上村的一个中农家庭。7岁起的8年间，在家随父亲断断续续地读书。1935年，入读本村小学。1936年，因家庭经济困难而被迫辍学。1937年抗日战争全面爆发后，家庭经济状况愈发艰难。
1938年10月，在邹平县参加八路军山东抗日游击队第三支队。1939年1月，张仲三由三支队卫生学校调供给部任募集员。1939年3月，任三支队供给部驻博山四、五区粮站主任。1939年5月，加入中国共产党。1939年8月，任八路军山东纵队第三支队司令部驻鲁中办事处秘书。1941年1月，任八路军山东纵队第三旅司令部特务队指导员。1941年10月，张仲三因被诬为“暗中通敌”，被关押10个月，并被开除党籍，撤销行政职务。1942年至1945年，先后担任司务长、营管理员、团管理参谋等职。
第二次国共内战期间，随军转战于山东、河北、东北、江西、广东等地。1946年，在东北六纵一七师供给部队任军需兼军械科长，期间曾在四五个月内通过商业经营为部队获利1000多万元。1949年10月，随军进驻广州，调任十五兵团司令部管理科科长，其后不到一年时间便在商业生产中获利8亿元。
1950年，张仲三被予以甄别平反，恢复党籍。1950年10月，身患肺结核的张仲三仍受命赴朝，任中国人民志愿军司令部管理处副处长。在抗美援朝战争期间，曾凭在反登陆备战中立三等功。在停战谈判中，完成朝中谈判代表团的物资供应及招待工作，被授予朝鲜民主主义人民共和国三级国旗勋章。1954年6月，张仲三回国，参加防化兵学校筹建和物资保障工作。1955年被授予中校军衔，1960年6月晋升为上校军衔。1954年6月至1979年，先后担任中国人民解放军防化学兵部器材部副部长，防化学兵部装备器材供应处处长、防化学兵部副部长、国务院国防工业办公室四局局长、国防工办管理局局长等职。

## 家庭
张仲三的父亲尚观秀是晚清时期的秀才，曾当过教书先生。哥哥尚永清在1937年七七事变后参加抗日队伍，1939年2月在邹平刘家井战斗中牺牲。